# Clifton A. Hall

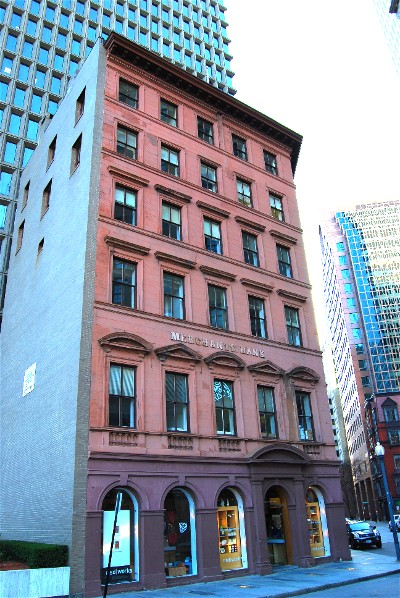
La banque des Marchands.

Clifton A. Hall (né en 1826 à Boston, mort en 1913) est un architecte américain, qui a principalement travaillé dans l’État de Rhode Island.

## Réalisations
Il a dessiné quatre bâtiments conservés et listés au Registre national des lieux historiques :
- l’église Emmanuel (en), sur la colline de Brook (Brook Hill), 1214 avenue Wilmer (Wilmer Avenue), comté de Henrico (Virginie) ;
- la maison David G. Fales (en), 476 Grande Rue (High Street), Central Falls (Rhode Island) ;
- la maison Benjamin F. Greene (en), 85 rue de la Croix (Cross Street), Central Falls (Rhode Island) ;
- la banque des Marchands (en), 32 rue Westminster (Westminster Street), Providence (Rhode Island).